# Repechaje (película de 2009)
Repechaje es una película guatemalteca producida por Moralejas Films y dirigida por Sammy y Jimmy Morales después de su primera película La misteriosa herencia.

## Argumento
Neto (Jimmy Morales) debe ir a la escuela para sacar su parvulitos, pero luego se da cuenta con Nito (Sammy Morales) que la escuela está en pésimas condiciones y de paso Nito se enamora de la seño Jimenita (Andrea Ayala). Por eso es que tanto Nito y Neto se inscriben a un torneo de fútbol para ganar el dinero y de allí reconstruir la escuela «San Goloteo el Chiquito».
Esta película aborda los problemas que sufren muchas escuelas en Latinoamérica, especialmente en Guatemala, como el abandono, la pobreza y el machismo.

## Reparto
- Sammy Morales como Nito y Don Boti.
- Jimmy Morales como Neto.
- Andrea Ayala como la maestra Jimena.
- Javier Vides como Sebastián.
- Fernando López como Tío Necta.
- Garbín Cabrera como Tío Alfredo.
- Hugo Landaverde como Don Cristóbal.
- Luis Morales como el Pastor Güicho.
- Erick Gálvez como Rufino

## Producción

### Escenografía
La película se rodó en el Campo de la Pedrera, en el Estadio Cementos Progreso y en el Estadio Mateo Flores en algunas escenas.

### Música
La banda sonora de la película fue compuesta por el músico Gerson Elizondo.